# ألفريدو جونز براون
ألفريدو جونز براون (بالإسبانية: Alfredo Jones Brown) هو رسام ومهندس معماري أوروغواياني، ولد في 1876 في مونتفيدو في الأوروغواي، وتوفي في 1950 في بونتا دل إيستي في الأوروغواي.